# Druhý dopis o vztazích od Hernána Cortése císaři Karlu V.
Druhý dopis o vztazích od Hernána Cortése císaři Karlu V. je jedním z pěti Dopisů o vztazích napsaných Hernánem Cortésem Karlu V., císaři Svaté říše římské a jeho matce, královně Janě Kastilské, ve kterých Cortés popisuje své cesty do Mexika a pád Mexika-Tenochtitlánu. Tento druhý dopis je datován 30. října 1520.

## Obsah
Dopis začíná nadpisem.

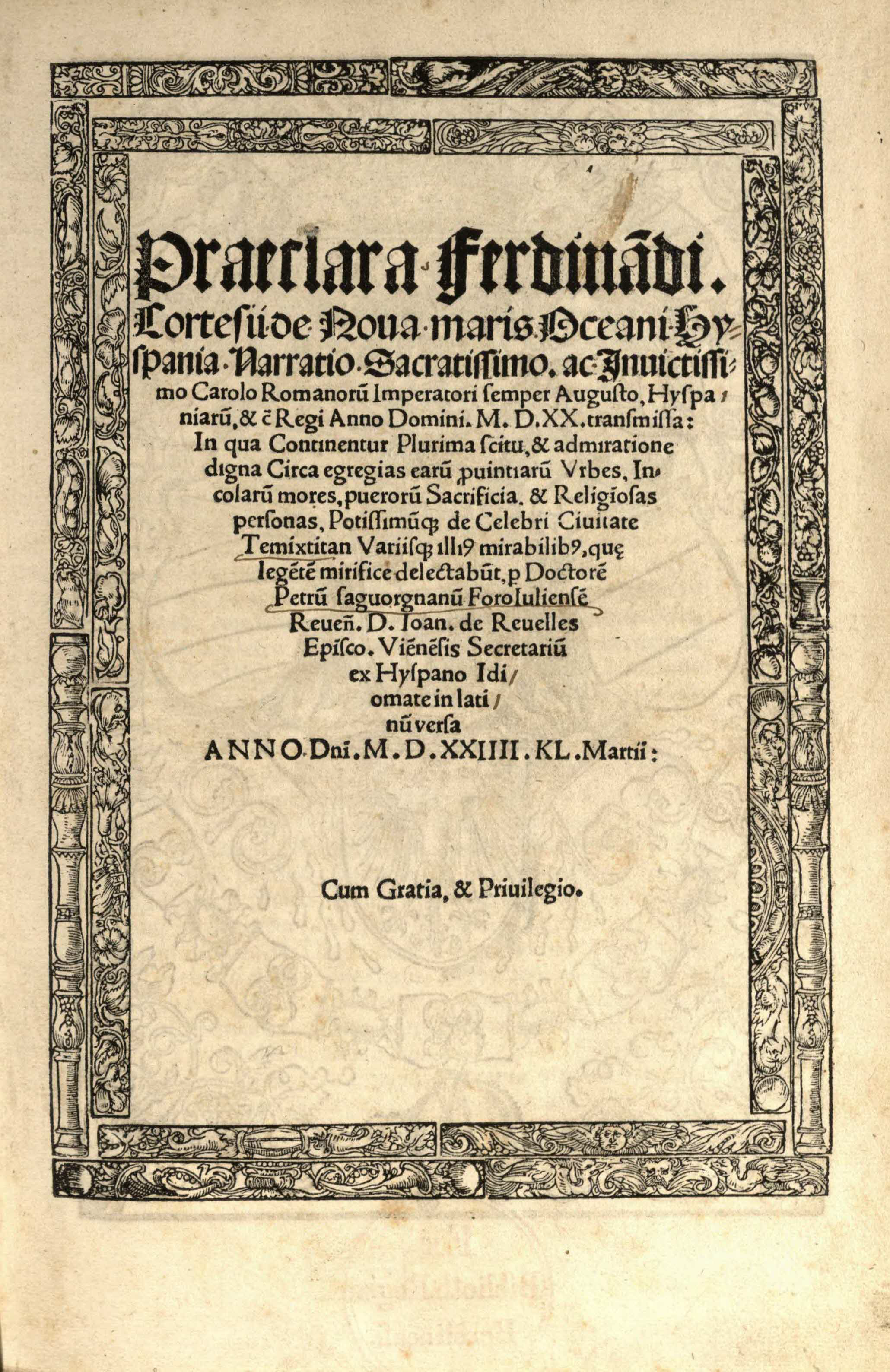
Druhý a třetí dopis o vztazích od Hernána Cortése císaři Karlu V. (1500–1558), ve kterých vypráví o událostech, které se odehrály mezi 30. říjnem 1520 a 15. květnem 1522

Psaný patnáct měsíců po Prvním dopise, Cortés ve Druhém dopise o vztazích informuje o předchozích událostech vedoucích k pádu Mexika-Tenochtitlánu. Začíná omluvou králům za zpoždění při psaní, a pokračuje popisem potopení brig, aby jeho muži nemohli litovat účasti na výpravě a vrátit se zpět ke Španělům. Vysvětluje své rozhodnutí dobýt město a tím ospravedlňuje svou expedici.
Popisuje moc, bohatství a náboženství Mexiků. Zmiňuje setkání s tlatoanim z Tlaxcaly, Xicoténcatlem, a zlato, které obdržel od caciků a tlatoaniho Moctezumy II., své dojmy ze zjištění politických konfliktů na tomto území a svou návštěvu Choluly.
Dále se věnuje konfliktům s Moctezumou a střetům s Mexiky, bitvě, která se odehrála v Mexiku-Tenochtitlánu během jeho nepřítomnosti, kdy odjel na setkání s Pánfilem de Nárvaezem, smrti tlatoaniho a jeho porážce Mexiky.
Poté popisuje svůj návrat do Tlaxcaly, kde mu domorodci nabídli podporu při porážce Mexiků. Ve spolupráci s dalšími domorodými spojenci začali stavět brigantiny pro obléhání Tenochtitlánu. Následuje konflikt s Pedrem de Alvarado na trhu v Tlatelolcu, oběti mezi Španěly, zajetí Cuauhtémoca, porážka Mexiků a pád Mexika-Tenochtitlánu.

## Publikace
| Překladatel                 | Tiskař          | Jazyk         | Datum             | Místo              |
| --------------------------- | --------------- | ------------- | ----------------- | ------------------ |
| Jacobo Cronberger           |                 | španělština   | 8. listopadu 1522 | Sevilla            |
| Jorge Coci                  |                 | španělština   | 1523              |                    |
| Michel z Hochstratenu       |                 | francouzština | 1523              |                    |
| Pietro Savorgnani z Forli   | Federico Peypus | latina        | 1524              | Norimberk          |
| Pedro Martir                |                 |               | 1524              |                    |
| Nicolás Liburnio            |                 | italština     | 1524              |                    |
|                             |                 | vlámština     | 1524              | Antverpy           |
| Sixto Birk a Andrés Diether |                 | němčina       | 1550              | Augsburg           |
| Simón Grineo                |                 |               | 1555, 1616        | Basilej, Rotterdam |